# سیارک ۶۷۹۰
سیارک ۶۷۹۰ (به انگلیسی: 6790 Pingouin، نامگذاری:1991SF1) شش هزار و هفتصد و نودمین سیارک کشف شده‌است که در ۲۸ سپتامبر ۱۹۹۱ کشف شد.
قدر مطلق سیارک برابر ۱۳٫۲۰ است.